# Беријев МБР-7
Беријев МБР-7 (рус. Беријев МБР-7) је совјетски хидроавион који је пројектовала и израдила компанија ОКБ Бериев (ТАНТК Бериев). Пројектован је као извиђачки авион кратког долета са 2 члана посаде. Први пут је полетео 1939. године а производен је у два примерка као прототип.

## Пројектовање и развој
Пројект авиона МБР-7 је водио главни конструктор бироа ОКБ Беријев инжењер Георгиј Михајлович Беријев. Хидроавион Беријев МБР-7, поморски извиђач кратког домета имао је конфигурацију сличну претходном Беријевом МБР-2, али је био напреднијег дизајна. Конзолни моноплан летећи чамац са претежно дрвеним конзолним крилом имао је допадљиву аеродинамичку линију. Редни клипни мотор Климов М-103 био је постављен на подупираче изнад крила погоњен потисном елисом. Пилот је, у затвореној кабини у носу, имао приступ фиксном митраљезу који је пуцао напред, док је посматрач/репни стрелац седео испод стаклене надстрешнице. Купола посматрача се померила напред да би се добио приступ митраљезу ШКАС.
Имао је одличне перформансе, али је због недостатка мотора Климов одлучено да се настави производња МБР-2 а не МБР-7.

## Технички опис
Труп хидроавиона МБР-7 је конструктивно сличан трупу авиона МБР-2 стом разликом што је нешто мањих димензија и бољих аеродинамичких линија. Овај авион има кабину само за две особе пилота и осматрача-стражњег стрелца. 
Погонска група се састоји од погонског мотора Климов М-103А (V-12 линијски мотор) течношћу хлађен, снаге 705 kW (960 KS) и потисне трокраке металне елисе са променљивим кораком. Мотор је постављен на носаче (балдахин) изнад средишњег дела. Гориво је смештено у два главна резервоара каја се налазе у средишњем делу трупа авиона. Мотор се стартује компримованим ваздухом из резервоара  компримованог ваздуха или из компресора директно.
Крило се састоји се од три дела: средишњи део је саставни део трупа (центроплан) и два одвојива конзолна дела. Конструктивно и по облику крило је веома слично као крило авиона МБР-2 једина је разлика што је ово крило благо "галебово" крило.
Репне површине се састоје од вертикалног стабилизатора, кормила правца, хоризонталних стабилизатора и кормила висине. Верикални стабилизатор је саставни део кобилице (трупа) и са њом чини једну целину. Хоризонтални стабилизатори су учвршћени за вертикални, негде око половине висине, са могућношћу промене угла у току лета. Хоризонтални стабилизатор и кормила висине имају дуралуминијски оквир (конструкцију) и платнену облогу премазану водоотпорним лаком. Кормило правца је потпуно метално, опремљено трим језичком.
Приликом извлачење авиона из воде служе специјална колица, за манипулацију по тлу, користи се фиксни стајни трап који се монтира на труп хидроавиона. Зими се на авион може монитирати стајни трап са скијама.

## Наоружање
Авион је био наоружан са: два митраљеза ШКАС калибра 7,62 mm, један фиксни на прамцу а други покретан на горњој страни трупа иза пилотског кокпита. Авион је могао да понесе 4 х 100 kg и 2 х 50 kg бомби на 6 подвесних носача, по 3 испод сваког крила.
| Наоружање авиона: Беријев МБР-7 |                                   |
| Ватрено (стрељачко) наоружање   |                                   |
| Топ                             |                                   |
| Митраљез                        |                                   |
| Број и ознака митраљеза         | 2 х ШКАС 7,62                     |
| Број метака                     | напред 1.000 + назад 1.500 метака |
| Калибар                         | 7,62                              |
| Бомбардерско наоружање (бомбе)  |                                   |
| Класичне авио бомбе             | 4 х ФАБ-100 и 2 х ФАБ-50          |
| Укупна маса                     | 500                               |
| Број тачака за подвешавање      | 6                                 |
| Ракетно наоружање (ракете)      |                                   |

## Верзије
Овај хидроавион је произведен у два истоветна примерка (2 прототипа) па нема различитих верзија овог типа авоиона.

## Оперативно коришћење
Произведено је сам два примерка овог хидроавиона (прототипа). Један је уништен у току тестирања а други "заборављен" када се одустало од серијске производње. Но без обзира на све те околности, значај овог авиона је још једам успешан летећи чамац у богатој пројектантској и производној активности у области хидроавионства у Совјетском Савезу.

## Земље које су користиле авион
- СССР